# الشعوذة: الشيطان أجبرني على فعل ذلك
الشعوذة: الشيطان أجبرني على فعل ذلك (بالإنجليزية: The Conjuring: The Devil Made Me Do It) هو فيلم رعب أمريكي. الفيلم من بطولة باتريك ويلسون وفيرا فارميغا بدور الزوجين إد وارن ولورين وارن.

## القصة
تنتقل عائله صغيره إلى منزل جديد ولا تدرك ان المنزل تم لعنه من أحد عبده الشيطان حينما تبدأ اعراض اللعنة على الطفل يُستدعى اد ولوراين للمساعده في عمليه طرد الروح، يقوم حبيب شقيقه الطفل بدعوه الروح الشيطانيه إلى جسده وترك الطفل وحينها تبدأ معاناته وقتله لاحد اصحابه دون ادراك فيتم احتجازه في السجن تحت مراقبه خاصه منعا لانتحاره وحضور القس لقراءه كتاب الإنجيل عليه ليهدئه، في تلك الاثناء يبحث اد ولوراين عن خيوط لاثبات وجود الروح الشيطانيه فيتوجهان إلى قسم الشرطة حيث يجدا قضيه تتشابه مع قضيتها وتدخل لوراين بقدرتها الخاصة في حاله ما بين الوعي والواقع إلى ان تجد جثه الفتاه المنتحره التي يبحث عنها مركز الشرطة من فتره وعندما يقترب اد ولوراين من حل اللغز تقف في طريقهما عقبه في معرفه بعض التفاصيل عن عبده الشيطان فيتجهان إلى أحد القساوسة اللذي كرس حياته للعيش معهم والتعرف عليهم لايقاف سحرهم فيحكي لهما قصته ولكن لا يقدم لهما الكثير من العون ففي جزء لاحق من احداث الفيلم يكتشفان ان ذاك القس هو والد تلك الفتاه من عبده الشيطان اللتي تسببت في كل هذه المشاكل والتي لاحقا ستقتله كتضحيه وتعمي بصر اد ليلاحق زوجته ليقتلها ولكن اد يستطيع العودة إلى وعيه ويدمر مذبح تلك العابده فيبطل سحرها وتفشل مهمتها في التضحية بحبيب شقيقه الصبي الذي كان على وشك ذبح نفسه دون ارادته ومن ثم يأتي الشيطان الذي تعاملت معه تلك العابده فيأخذ روحها معه إلى جهنم 
```
الفيلم مبني على احداث حقيقيه يرفقها المخرج على شكل تسجيل صوتي وصور بخاتمه الفيلم
```

## طاقم التمثيل
- فيرا فارميغا في دور لورين وارن.
  - ميغان أشلي براون في دور لورين وارن في شبابها.
- باتريك ويلسون في دور إد وارن.
  - ميتشل هوغ في دور إد وارن في شبابه.
- رويري أوكونور في دور آرن شاين جونسون.
- سارة كاثرين هوك في دور ديبي غلاتزل.
- جوليان هيليار في دور ديفيد غلاتزل.
- شارلين أمويا  [لغات أخرى]‏ في دور جودي غلاتزل.
- بول ويلسون في دور كارل غلاتزل.
- جون نوبل.
- ستيرلنج جيرينز في دور جودي وارن.
- شانون كوك في دور درو توماس.
- ستيف كولتر في دور الأب غوردون.
- روني جين بيليفنز في دور برونو سولز.
- إنغريد بيسو.

## وصلات خارجية
- الشعوذة: الشيطان أجبرني على فعل ذلك على موقع IMDb (الإنجليزية)
- الشعوذة: الشيطان أجبرني على فعل ذلك على موقع ميتاكريتيك (الإنجليزية)
- الشعوذة: الشيطان أجبرني على فعل ذلك على موقع روتن توميتوز (الإنجليزية)
- الشعوذة: الشيطان أجبرني على فعل ذلك على موقع ألو سيني (الفرنسية)
- الشعوذة: الشيطان أجبرني على فعل ذلك على موقع أول موفي (الإنجليزية)
- الشعوذة: الشيطان أجبرني على فعل ذلك على موقع بوكس أوفيس موجو (الإنجليزية)
- الشعوذة: الشيطان أجبرني على فعل ذلك على موقع فيلمافينيتي (الإسبانية)
- الشعوذة: الشيطان أجبرني على فعل ذلك على موقع قاعدة بيانات الأفلام السويدية (السويدية)
- الشعوذة: الشيطان أجبرني على فعل ذلك على موقع قاعدة بيانات الفيلم (الإنجليزية)
- الشعوذة: الشيطان أجبرني على فعل ذلك على موقع ليتربوكسد (الإنجليزية)